# 경주김문 충효각
경주김문 충효각은 충청북도 청주시 서원구에 있다. 2015년 4월 17일 청주시의 향토유적 제51호로 지정되었다.

## 개요
경주김씨 충신 김세만과 효자 김취은을 기리기 위헤 세운 정려각이다.